# 劉暢 (東漢)
刘暢（1世纪57年后—98年11月30日），東漢明帝的第七子，生母阴贵人。
生年不详，当其兄汉章帝生年（57年）之后。永平十五年（72年），刘暢封为汝南王，他因为母亲之故，被汉明帝宠爱。漢章帝建初二年（77年），封刘暢舅阴棠为西陵侯。四年（79年）四月，徙刘暢为梁王，以陈留郡之郾、宁陵、济阴郡之薄、单父、己氏、成武六县，益梁国。汉章帝驾崩之年，刘畅就国。
汉和帝永元五年（93年），因为刘畅的乳母王礼称神说梁王当为天子，刘畅大喜。被豫州刺史、梁相弹劾。汉和帝念及亲情，只是削成武、单父二县。永元十年十月十九（98年11月30日），刘暢去世，谥号节，子恭王刘坚嗣位。

## 子孙后代

### 劉堅
梁恭王劉堅（？—124年），刘畅之子。汉和帝永元十年（98年），刘畅薨，劉堅嗣为梁王（治所在睢阳县，今河南省商丘市睢阳区南一里）。永元十六年（104年），封刘坚之弟二人为乡侯、亭侯。劉堅在位二十六年，汉安帝延光三年（124年）七月，劉堅薨，子劉匡嗣位。

### 劉匡
梁怀王劉匡（？—135年），劉堅之子。汉安帝延光三年（124年）七月，劉堅薨，劉匡嗣为梁王。汉顺帝永建二年（127年），封劉匡兄弟七人为乡侯、亭侯。劉匡在位十一年，阳嘉四年（135年）六月己未，劉匡薨，无子，汉顺帝封劉匡弟孝阳亭侯劉成为梁王。

### 劉成
梁夷王劉成（？—164年），劉堅之子。刘成本为孝阳亭侯，汉顺帝阳嘉四年（135年）六月己未，刘成之兄劉匡薨，无子。永和元年（136年），汉顺帝封劉成为梁王。劉成在位二十九年，汉桓帝延熹七年（164年）四月丙寅，刘成薨，子劉元为梁王。

### 劉元
梁敬王劉元（？—180年），劉成之子。汉桓帝延熹七年（164年）四月丙寅，刘成薨，劉元嗣为梁王。劉元在位十六年，汉灵帝光和三年（180年）三月，刘元薨，子劉彌为梁王。

### 劉彌
梁王劉彌，第6任（末任）梁王。劉元之子。汉灵帝光和三年（180年）三月，刘元薨，劉彌嗣为梁王。劉彌在位四十年，汉献帝延康元年（220年），魏文帝受禅建立曹魏，废除梁国，降劉彌为崇德侯。

## 延伸阅读
[在维基数据编辑]
 《後漢書/卷50》，出自范晔《後漢書》